# Códice Baranda
El Códice Baranda es un documento histórico pictórico procedente de la Mixteca. Fue pintado durante la época virreinal de Nueva España hacia 1630, en él se encuentran plasmadas la genealogía e historia de un pueblo, muy probablemente, asentado en el valle de Coixtlahuaca, en la región mixteca del actual estado mexicano de Oaxaca.

## Descripción
El códice tiene un largo de 2.50 m y un ancho de 37 cm, fue pintado en tres tiras de piel de venado que fueron cosidas y preparadas con ua imprimación blanca,  cuenta con 4 folios . En su primera sección se registra un antiguo mito de origen que consiste en la intervención de cuatro personajes para matar a una serpiente. Asimismo se representan varios topónimos, entre ellos el Cerro o Cueva de la Olla, el Cerro de las Flechas y el Cerro de las Serpientes. A lo largo de su relato se muestran en dos filas a 26 parejas de gobernantes así como algunos acontecimientos, tales como el encuentro con los españoles y la implementación del gobierno colonial en la comunidad indígena. De acuerdo a los investigadores Sebastián van Doesburg y Carlos Rincón, la Cueva o Peña de la Olla podría ser Comoztoc o Huerta de Juquila, localidades del municipio oaxaqueño de Tepelmeme Villa de Morelos, al norte de Coixtlahuaca, lugar que fue habitado por chochos, mixtecos e ixcatecos.

## Historia y publicación
El documento perteneció a la colección de Lorenzo Boturini, quien lo citó en su catálogo con el número 19 del párrafo XX y comentó haberlo recibido de la diócesis de Oaxaca. De acuerdo a un comentario de Francisco del Paso y Troncoso, el intérprete de la Real Audiencia de México e indio zapoteco, Patricio Antonio López, dijo que el documento representa los cuarteles de las familias de indios nobles de la nación zapoteca de los valles de Oaxaca. El documento quedó bajo resguardo de la Biblioteca Nacional. 
En 1892, Joaquín Baranda, siendo ministro de Justicia e Instrucción Pública, mandó devolver el documento al Museo Nacional, por esta razón tomó su nombre actual. Fue publicado en el volumen Antigüedades mexicanas por la Junta Colombina con motivo del IV centenario del descubrimiento de América, con un estudio de Alfredo Chavero.  Chavero creyó que la afirmación de López era cierta y que el códice zapoteco refería la conquista de Tehuantepec y Chiapas realizada por Pedro de Alvarado entre 1523 y 1524.
En 1958 el documento fue reproducido y explicado por Alfonso Caso, quien lo comparó con el Rollo Selden, el Fragmento Gómez de Orozco y el Lienzo Antonio de León para cuestionar las afirmaciones de López y su supuesto origen zapoteco. Caso concluyó que la escritura es más parecida a la práctica  mexica que mixteca, y que aunque no existen códices o inscripciones zapotecas contemporáneas a la época de la conquista de México, era muy poco probable que su origen fuera de esta cultura. La forma de datación, sin duda alguna, es la que usaban tanto los mexicas como los mixtecos.